# (4407) Taihaku
(4407) Taihaku – planetoida z pasa głównego asteroid okrążająca Słońce w ciągu 4 lat i 172 dni w średniej odległości 2,71 j.a. Została odkryta 13 października 1988 roku w obserwatorium w Ayashi przez Masahiro Koishikawę. Nazwa planetoidy pochodzi od południowo-zachodniej części miasta Sendai, nazywanej Taihaku-ku. Przed jej nadaniem planetoida nosiła oznaczenie tymczasowe (4407) 1988 TF1.